# Час Чернігівський
Час Чернігівський — медіа з Чернігова, засноване у 2013 році. Це медіа місцевих новин, які переважно зосереджені на подіях у місті та Чернігівській області.

## Про ЗМІ
Час Чернігівський пропонує для регіональної та національної аудиторії мультимедійний новинний продукт — оригінальний контент з локальним акцентом, який ґрунтується на фактах з першоджерел. Зареєстровано як друковане ЗМІ та онлайн-медіа згідно рішення Національної ради з питань телебачення та радіомовлення України. Видавець: ГО «Разом до громадянського суспільства», суб’єкт у сфері медіа, ідентифікатори медіа R30-03143, R40-04811.
У 2024 за даними Google Analytics за 2024 рік сайт відвідали 3 млн унікальних користувачів, а кількість переглядів матеріалів досягла 13 млн.

## Історія
Медіа працює із 2013 року. Збільшення аудиторії та значний розвиток видання отримало у 2022 році після російського широкомасштабного наступу. Це пов'язане з тим, що кілька ключових співробітників видання не залишали Чернігова під час облоги міста та мали оперативний доступ до інформації. Медіа одне із найперших, яке відновило повноцінну роботу після звільнення області.

## Контент
- локальні та гіперлокальні новини, відеосюжети
- передача «Наші люди»
- щотижнева програма «Воєнний час із Михайлом Жироховим»
- цикл відеоматеріалів про військових — захисників Чернігова

## Команда
Редактор сайту Юрій Михуля, журналісти Анастасія Ярмоленко, Арсен Чепурний, оператори Олександр Довбенко та Дмитро Фальчевський.
19 серпня 2023 року під час російської ракетної атаки на Чернігів отримав поранення під час роботи журналіст Арсен Чепурний. Також про це повідомляв Інститут масової інформації .